# 碘酊
碘酊又稱碘酒，是一種常用的消毒液。

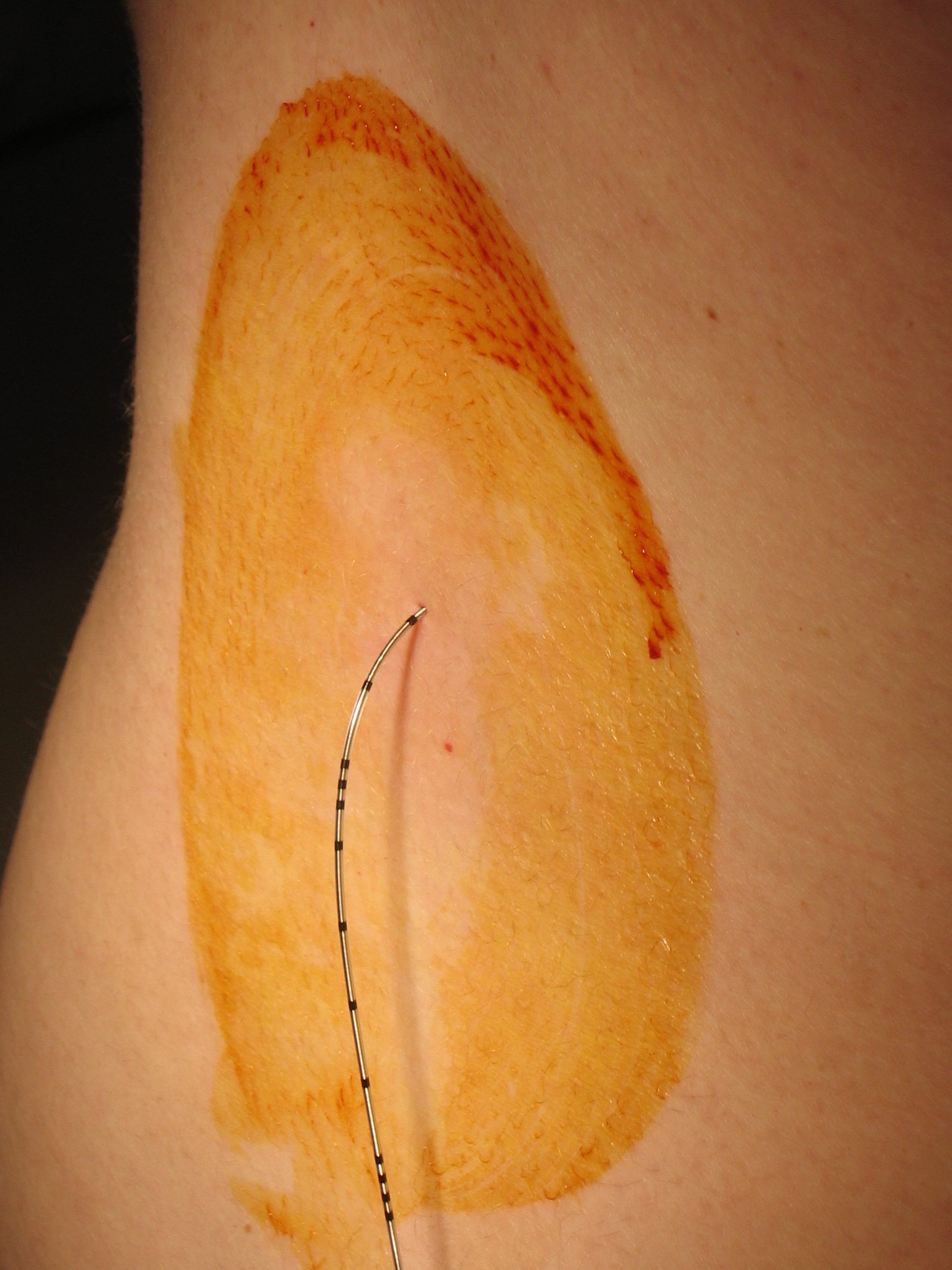
使用碘酊對硬脊膜外麻醉區域進行局部消毒

碘酊通常由2%-7%的元素碘与碘化钾或碘化钠溶于酒精和水的混合溶液組成，最早在1908年由安東尼奧·格鲁斯奇用於手術前皮膚消毒。
与卢戈氏碘液类似，碘化物和水的存在是为了用将碘单质转化为多碘离子I3-来增加碘的溶解度。但是由於碘單質本身就較易溶於乙醇，有時亦會直接將碘單質溶解於酒精製成碘酒。碘酒的特點之一就是含有酒精，並且含有大致相同質量的碘單質與碘離子。而卢戈氏碘液則不含酒精，但是含有大約相當於碘單質質量的兩倍的碘離子。
碘酊能溶解金，因其中含有大量三碘陰離子，能與金形成配離子，因此在鍍金等行業也有應用。

## 美國藥典中的碘酊
《美國藥典》規定在每100毫升標準碘酊中含有50毫升酒精，1.8至2.2克碘單質及2.1至2.6克碘化鈉，其餘部分則爲純淨水。這種“2%碘”溶液提供大約每滴1毫克的碘單質。
濃碘酊則被《美國藥典》規定爲每100毫升中含有50毫升純淨水，6.8至7.5克碘單質及4.7至5.5克碘化鉀，其餘部分則爲酒精。這種碘酊的濃度約爲7%，相當於標準碘酊的3.5倍。

## 用法
所有的碘酊溶液均含有碘單質，在攝入量超過可用於水消毒的量的情況下具有中等毒性，因此碘酊的標簽上經常有標註“僅外用”，並且一般僅用於消毒。使用碘酊時，不可同時使用紅藥水，否則會產生劇毒的碘化汞。
碘酒為酒精溶液，刺激性強，只能用於完整皮膚消毒（不能用於破皮傷口）和用於消毒血液培養瓶，而且對芽孢無效。
碘酊並非一種較好的碘補充劑。爲了補充身體中的碘或治療碘缺乏症，應該使用較低毒性的碘鹽，這樣人體才可以輕易將這些攝入的碘轉化爲甲狀腺激素。但是，需要注意的是，使用碘酒消毒的水源具有相當於日常推薦補給量30倍的碘濃度，而外用的碘酊或盧戈氏碘液也可以導致部分碘被生物吸收並使用。

## 外部連結
- Health Canada Drinking water quality  （页面存档备份，存于） 參考章節： water away from home